# Arīte hime
Arīte hime (japanska: アリーテ姫; även känd som Princess Arete; 'prinsessan Arete') är en japansk animerad långfilm från 2000. Den producerades på Studio 4°C med Sunao Katabuchi som regissör och är baserad på Diana Coles ungdomsbok The Clever Princess.
Filmen är en icke-traditionell tolkning av begreppet sagoprinsessa, och den är i Japan känd som en av de mest framgångsrika feministiska verken.

## Rollfigurer och deras roll i handlingen
- berättaren (Yūko Sasaki) – allt berättande presenteras i form av episka sånger

### I staden
- prinsessan Arīte (Arete; japansk röst: Hōko Kuwashima) – kungarikets unga prinsessa. Hon är nyfiken på livet och världen, men som kungens dotter förväntas hon leva ett liv som hon ser som urtrist. När hon blivit lite större har hennes roll i riket vuxit i betydelse, och hon förpassas till att bo högt i ett torn på slottet där hon avskärmas från omvärldens bekymmer. Där uppifrån kan hon bara titta ner på det livliga gatulivet där nere och drömma om att få resa runt i världen som hon endast kan läsa om i en bok som håller gömd under sin säng. Den undangömda prinsessan har väckt stor nyfikenhet, och riddare kämpar flitigt om möjligheten att vinna hennes hand. För att minska sin isolering smyger prinsessan osedd ut ur slottet för att få uppleva staden.
- skräddarlärlingar (Umi Tenjin, Nobuko) – barn från staden som går i skola att bli skräddare. Arīte har sett dem från sitt tornfönster och fylls av nyfikenhet över deras göromål.
- mästerskräddaren (Kazuhiko Nishimatsu) – en av de första stadsbor som Arīte möter. Han frågar henne om hon vill arbeta med att sy, men när Arīte säger nej skickar han bort henne.
- kungen (Takashi Nagasako) – Arītes allvarlige fader. Kungen är föga handlingskraftig, men han försöker idogt gifta bort henne.
- vakter (Yoshikazu Nagano, Kōhei Kowada) – kungens vakter som håller uppsikt över Arītes torn och resten av staden
- kammarjungfrun Abigail (Naomi Shinō) – Arītes kammarjungfru
- häxan (Satomi Koorogi) – hon möter prinsessan i den hemliga korridoren i slottet. Där skänker hon prinsessan en magisk, önskeuppfyllande ring.
- Dullabore (Eiji Takemoto) – den förste friare som Arīte möter. Han försöker imponera på henne genom diverse berättelser som prinsessan dock genomskådar.
- blonde riddaren (Norihisa Mori) – den andre friaren som Arīte möter. Han försöker dupera henne med en ros han stulit från slottsträdgården; Arīte avslöjar dock det hela och skickar iväg honom.
- friare (Tomohisa Asō, Takkō Ishimori, Masaya Takatsuka) – Arītes övriga friare

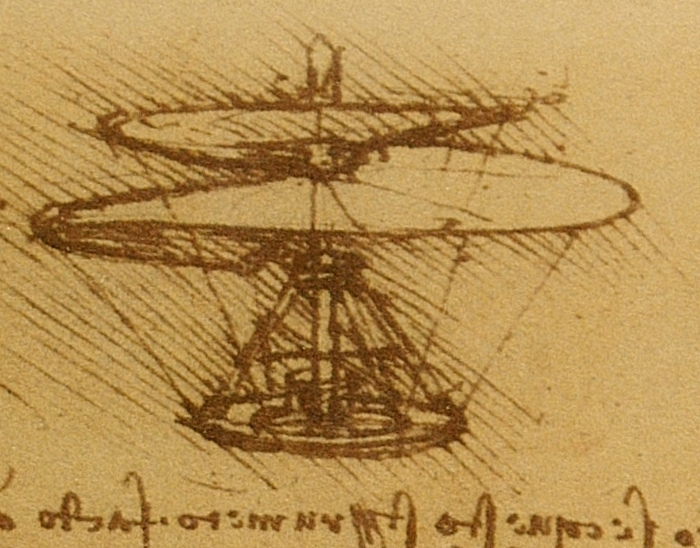
Trollkarlen Boax förflyttar sig i en helikopter-variant som påminner om Leonardo da Vincis "luftskruv".

### Hos Boax
- Boax (Tsuyoshi Koyama) – en trollkarl som en dag anländer till slottet på en flygande maskin (snarlik Leonardo da Vincis "luftskruv") och ber om prinsessans hand. I själva verket älskar Boax inte prinsessan alls, och han planerar att kidnappa henne eftersom en profetia säger att endast hon har förmågan att utplåna hans odödlighet. Boax förändrar hennes utseende, så att hon mer liknar en traditionell prinsessa, och förtrollar henne så att hon tror att hon önskar att gifta sig med honom. Detta sista övertyga kungen att tillåta Boax att föra med sig henne; därefter stänger han in henne i sin fängelsehåla.
  - den unge Boa (Akio Suyama)
- Grovel (Yūsuke Numata) – Boax tjänare. Grovel var en gång en groda, men han har förvandlats till en människoliknande figur tack vare Boax magi.
- Ample (Minami Takayama) – en bykvinna som bor nära Boax slott. Hon är ansvarig för att leverera livsmedel till Boax i utbyte mot att denne med hjälp av magi förser byn med vatten. Hon tror på Arīte, och de två blir vänner.

## Produktion och mottagande
Filmen är animerad på Studio 4°C och med Sunao Katabuchi som regissör. Den var Katabuchis första som långfilmsregissör, efter nästan två årtionden som animatör i olika roller på både långfilms- och TV-serieprojekt. 1996 års Meiken Lassie (del av World Masterpiece Theater) var den dittills största produktionen där Katabuchi arbetat som regissör.
Filmmusiken var komponerad och arrangerad av Akira Senju. De två ledmotiven i filmen är "Kin'iro no tsubasa" ('vingar av guld') och "Krasnoe solntse" ('röd sol'), den senare med tal på ryska och sjungen av den rysk-japanska sångerskan Origa.
Historien i Arīte hime är fritt baserad på Diana Coles The Clever Princess från 1983. Den skiljer sig på flera plan från Coles feministiska ungdomsbok. Katabuchi kände sig obekväm med att berätta en feministisk historia utifrån ett manligt perspektiv och valde att lägga fokus mer på allmänna teman som individualism, respekt och mångfald. Grundhistorien kretsa dock fortfarande  omkring en prinsessa – som är eftersökt av friare – i ett högt torn och om en elak trollkarl som för bort henne.
Filmen har utifrån sin handling jämförts med Studio Ghibli (Katabuchi var regiassistent på den studions Kikis expressbud). Den har även kritiserats för sin långsamma berättartakt.
Arīte hime visades på Tokyo International Fantastic Movie Festival 2000. Året därpå hade den allmän japansk biopremiär, den 21 juli 2001. Den belönades med New Century Tokyo International Anime Fair 21-priset i kategorin långfilm.
Titelpersonens namn är samma som namnet på en fajakisk drottning i Odysséen (Arete). Den fajakiska drottningens dotter Nausikaa, som räddar den ilandspolade Odysseus, har lånat sitt namn till Hayao Miyazakis film- och seriefigur Nausicaä från Vindarnas dal. Någon koppling mellan Coles namngivning av sin figur och Miyazakis av sin (mangan om Nausicaä började publiceras i Japan 1982, ett år före utgivningen av Coles bok tusen mil längre västerut) är inte känd.